# Guillermo I de Malinas
Guillermo I de Jerusalén, prelado originario de Malinas, fue prior del Santo Sepulcro, y Patriarca de Jerusalén desde 1130 hasta su muerte el 25 de noviembre de 1145 en Palestina.

| Predecesor: Esteban de la Ferté | Patriarca de Jerusalén 1130 – 1145 | Sucesor: Fulco de Angulema |

- Datos: Q980611